# Elena Olahová
Elena Olahová (* 3. května 1954) byla slovenská a československá politička a bezpartijní poslankyně Sněmovny lidu Federálního shromáždění za normalizace.

## Biografie
K roku 1986 se profesně uvádí jako technička stavební skupiny JZD. Ve volbách roku 1986 zasedla do Sněmovny lidu (volební obvod č. 156 - Topoľčany, Západoslovenský kraj). Ve Federálním shromáždění setrvala do konce funkčního období, tedy do svobodných voleb roku 1990. Netýkal se jí proces kooptací do Federálního shromáždění po sametové revoluci.